# Yasushi Tsujimoto
Yasushi Tsujimoto (辻本 恭史 Tsujimoto Yasushi?) (21 de enero de 1978) es un luchador profesional japonés, más conocido por su nombre artístico YASSHI. Tsujimoto es famoso por su trabajo en varias empresas de Japón, entre las que destacan Toryumon y All Japan Pro Wrestling.

## Carrera
Tsujimoto comenzó a interesarse por la lucha libre profesional después de entrenar extensamente en lucha amateur, entrando en el Último Dragón Gym para recibir instrucción.

### Toryumon (2000-2004)
Después de ser entrenado en el Último Dragón Gym, Yasushi debutó en Toryumon México en diciembre de 2000. Tras ello competir en varias luchas por equipos -y de aparecer como luchador invitado en el evento Verano de Escándalo de Asistencia Asesoría y Administración-, Tsujimoto fue transferido a la marca Toryumon 2000 Project (T2P), donde se fomentaba el uso del llaveo mexicano entre otros estilos. Nada más llegar, Yasushi adoptó el nombre de Stevie "brother" Tsujimoto y el gimmick de un hip-hopper jamaicano, llevando rastas y basándose en su gran habilidad con el micrófono para ganarse una elevada reputación como rapero. Su personaje incluía también referencias a los guetos de Estados Unidos.
Inicialmente formando equipo con Masato Yoshino, Tsujimoto y él compitieron arduamente por discernir cuál de ellos era el mejor, pero la rivalidad no llegó a término cuando se unieron al as de T2P, Milano Collection A.T., para formar el grupo Italian Connection. En él, Milano había instado a sus miembros a adoptar nombres con sonoridad italiana -Condotti Shuji, Pescatore Yagi y Berlinetta Boxer-, por lo que Tsujimoto tomó el de YASSINI; aunque prefirió conservar el apodo de "brother" (todo en minúsculas) para no abandonar todas las referencias a la cultura urbana estadounidense. Pronto, el grupo entró en un feudo con el principal contingente heel de Toryumon Japan, Crazy MAX (CIMA, SUWA, TARU & Don Fujii), cuando Fujii irrumpió tras un combate de T2P y "secuestró" a Mikeru, el perro invisible de Milano.

### Dragon Gate (2004)
Después de la ida de Último Dragón de la empresa, Toryumon Japan fue renombrado Dragon Gate, contratando a gran parte de los antiguos luchadores de Japan. Sin embargo, a finales de 2004, todo Aagan Iisou (Shuji Kondo, YASSHI, Takuya Sugawara, Toru Owashi & Shogo Takagi) fue despedido de Dragon Gate por razones desconocidas, si bien se aclaró oficialmente que uno o varios de sus miembros habían cometido un inespecífico acto de conducta poco profesional durante uno de los eventos.

### All Japan Pro Wrestling (2005-2009)
A inicios de 2005, Kondo y YASSHI fueron contratados por All Japan Pro Wrestling, donde debutaron como los secuaces de TARU junto a Johnny Stamboli & Chuck Palumbo. Poco después, TARU creó el grupo heel Voodoo Murders con todos ellos y Giant Bernard, con Kondo proclamándose campeón de TARU y miembro principal del equipo. Por entonces, Voodoo Murders entró en un feudo con RO&D (TAKA Michinoku, D'Lo Brown, Buchanan, Taiyo Kea, BLUE-K & Jamal).
Gracias al apoyo de sus compañeros, Kondo & YASSHI ganaron el vacante All Asia Tag Team Championship ante Katsuhiko Nakajima & Tomoaki Honma. Sería un reinado corto, sin embargo, ya que fueron derrotados por Katsuhiko Nakajima & Kensuke Sasaki el mes siguiente y perdieron el título.
En 2009, YASSHI anunció su retiro.

### Dragondoor (2005-2006)
En abril de 2005, los miembros de Aagan Iisou se unieron a Noriaki Kawabata y a multitud de luchadores de Toryumon descontentos con Dragon Gate para crear la empresa Dragondoor. En ella, Aagan Iisou fue presentado como el grupo heel de la promoción, en oposición a la facción face de Taiji Ishimori; sin embargo, resultó que Kondo y su grupo recibían toda la acogida de los fanes, mientras que Ishimori no lograba conectar con ellos, así que el transcurso de Dragondoor fue más bien extraño. En su última función, Aagan Iisou fue derrotado por una reunión de Italian Connection (Milano Collection A.T., Berlinetta Boxer & Ibushino).

### Pro Wrestling El Dorado (2006-2008)
Tras el cierre de Dragondoor, gran parte del plantel formó parte de la nueva encarnación de la empresa, Pro Wrestling El Dorado. Allí, Aagan Iisou entró en un feudo con STONED (KAGETORA, Brahman Kei, Brahman Shu & Manjimaru), ya que Takuya Sugawara había comenzado a hacer equipo con KAGETORA y a causa de ello ambos grupos intentaban ganarse su lealtad. Al final, Sugawara traicionó a sus antiguos aliados de Aagan Iisou y se unió a STONED, pero expulsando a KAGETORA de la facción y autoproclamándose líder, renombrando el grupo como Hell Demons. Con la acción, Aagan Iisou quedó disuelta, y cada uno de sus miembros creó una facción por sí misma. YASSHI fundaría entonces el grupo Nanking Fucking Wrestling Team con Masaki Okimoto y Yuji Hinomoto.

### Diamond Ring (2013-presente)
YASSHI hizo su retorno de su retiro el 11 de febrero de 2013 en un evento de Diamond Ring, ayudando a reformar Voodoo Murders con TARU, Kazunari Murakami, Kengo Nishimura, Kento Miyahara y Taishi Takizawa.

## En lucha
- Movimientos finales
  - Flying Big Head[1] (Diving headbutt)
  - Nice Jamaica[1][2] (Bridging German suplex) - 2002-2009; parodiado de Don Fujii
  - Postore de la Noche[2] (Rolling crucifix takedown derivado en crucifix armbar neck crank) - 2000-2002

- Movimientos de firma
  - Bad Boy[1][2] (Running somersault neckbreaker, a veces desde una posición elevada)
  - 69[2] (Spinning sitout belly to belly piledriver)
  - Turntable[2] (Rolling bodyscissors cradle pin)[4]
  - YASSHI Lift[2] (Wrist-clutch spinning gutwrench toss)
  - Flying Worm[5] (Slingshot 450º splash)[2]
  - Bronco buster
  - Double underhook inverted double leg slam facebuster
  - Dropkick, a veces desde una posición elevada
  - European uppercut[4]
  - German suplex derivado en seated abdominal strecht
  - Inverted atomic drop, a veces desde una posición elevada
  - Jumping leg lariat
  - Múltiples stiff shoot kicks[4]
  - Rolling crucifix pin
  - Rolling headscissors takedown derivado en crucifix pin
  - Running calf kick a un oponente arrinconado
  - Running lariat[2]
  - Running leaping back elbow smash a un oponente arrinconado
  - Savate kick
  - Shining wizard[6]
  - Standing powerbomb[7]
  - Suicide dive
  - Testicular claw[6]

- Mánagers
  - Venezia
  - TARU

- Apodos
  - "brother" YASSHI[2]

## Campeonatos y logros
- All Japan Pro Wrestling
  - AJPW All Asia Tag Team Championship (1 vez) - con Shuji Kondo
  - January 3rd Korakuen Hall Junior Heavyweight Battle Royal (2006)[8]
  - January 3rd Korakuen Hall Junior Heavyweight Battle Royal (2007)
  - January 3rd Korakuen Hall Junior Heavyweight Battle Royal (2009)

- Dragondoor
  - Aquamarine Cup Tag Tournament (2005) - con Shuji Kondo

- Toryumon
  - UWA World Trios Championship (2 veces) - con Milano Collection A.T. & YOSSINO (1) y Dotti Shuji & Toru Owashi (1)[9]
  - Rey de Parejas Tag League (2003) - con Dotti Shuji

- Tokyo Sports Grand Prix
  - Equipo del año (2006)[10] - con TARU, Shuji Kondo & Suwama

## Récord en artes marciales mixtas
| Resultado | Récord | Oponente      | Método                      | Evento | Fecha                | Ronda | Tiempo | Localización |
| --------- | ------ | ------------- | --------------------------- | ------ | -------------------- | ----- | ------ | ------------ |
| Derrota   | 0-1    | Takesuke Kume | Sumisión (rear naked choke) | HEAT 4 | 11 de agosto de 2007 | 2     | 3:07   | Japón        |